# محوطه صیقل محله جیرکل
محوطه صیقل محله جیرکل مربوط به سدهٔ ۴ و۵ ه‍.ق است و در شهرستان رودسر، بخش رحیم آباد، روستای جیرکل واقع شده و این اثر در تاریخ ۲ بهمن ۱۳۸۲ با شمارهٔ ثبت ۱۰۷۴۸ به‌عنوان یکی از آثار ملی ایران به ثبت رسیده است.